# 中根庸介
中根 庸介（なかね ようすけ、1976年（昭和51年）5月27日 - ）は、日本のオーボエ奏者。滋賀大学准教授。東京芸術大学大学院音楽研究科修了。札幌市出身。

## 経歴
札幌市出身。東京藝術大学音楽学部附属音楽高等学校を卒業後、東京芸術大学音楽学部に進学し2002年（平成14年）に卒業。
2004年（平成16年）に東京芸術大学大学院音楽研究科を修了。2005年（平成17年）文化庁芸術家在外研修員。リューベック音楽大学ディプロマ課程を卒業。
2006年から2013年まで、芸大フィルハーモニア管弦楽団のオーボエ奏者。
2013年（平成25年）に滋賀大学の講師、2015年（平成27年）に同大学の准教授に就任。2014年（平成26年）より大阪教育大学の非常勤講師。
オーボエ奏者としては別府アルゲリッチ音楽祭、リゾナーレ音楽祭などの国内の主要な音楽祭に参加したほか国内外で活動している。